# Quirino Perfetto
Quirino Perfetto (Torino di Sangro, 25 agosto 1888 – Nocera Inferiore, 14 novembre 1950) è stato un sindacalista e anarchico italiano.
Si diploma presso l'Istituto tecnico industriale Saverio Altamura di Foggia. Supera il concorso da macchinista e, nel primo dopoguerra, viene assegnato a Sulmona.

## Il biennio rosso a Sulmona
Nel 1920 è segretario della locale sezione del Sindacato ferrovieri italiani (SFI) di Sulmona. Organizza e dirige il grande sciopero che lo SFI porta avanti con successo dal 20 al 29 gennaio. Corrispondente di «Umanità Nova», sulle cui colonne riferisce sugli eccidi proletari che si registrano in Abruzzo. Organizza e dirige lo sciopero del I Maggio e quello del 18 maggio 1920. Quest'ultimo in seguito alla singolare condanna inflitta al capostazione di Pratola Peligna Vincenzo Scapaticci, unico ferroviere in Italia punito per aver partecipato allo sciopero del gennaio. Scioperano con successo più di 600 ferrovieri e le agitazioni, coordinate da Perfetto e dai ferrovieri anarchici, si protraggono fino al 28 luglio, concludendosi con la piena assoluzione del capostazione. È promotore e animatore della riunione «segreta» tra macchinisti anarchici del 9 settembre nel corso della quale vengono elaborate le possibili soluzioni soviettiste per praticare, anche nello scalo di Sulmona, l'occupazione e la gestione diretta del servizio. Organizza e dirige le agitazioni in solidarietà agli operai delle officine di Bussi, che occupano e si impossessano dello stabilimento elettrochimico e verso cui, il 14 settembre, una vettura carica di mitraglieri con quattro mitragliatrici è pronta a partire dallo scalo ferroviario di Sulmona. Organizzati da Perfetto e dagli anarchici, i lavoratori del trasporto su rotaia staccano la vettura e bloccano quel treno, paralizzando totalmente il traffico sulla linea Sulmona-Castellamare. All'intervento dei carabinieri e all'arresto di Perfetto esplode spontaneo e compatto lo sciopero di tutto il personale viaggiante e di tutti gli operai del deposito locomotive. Seguono tumulti e scontri contro le forze dell'ordine, costrette dai lavoratori alla ritirata e al ‘rilascio incondizionato’ del segretario. Il treno viene fatto partire soltanto a sera, scortato fino a Pescara da alcuni macchinisti per impedirne una possibile sosta a Bussi. Il 27 settembre dirige l'agitazione dei ferrovieri avventizi, in lotta per la stabilizzazione del rapporto di lavoro e gli obiettivi generali della categoria. Il 14 ottobre è tra gli organizzatori dello sciopero pro-Russia e per la liberazione dei prigionieri politici. Il 18 ottobre organizza con Scapaticci uno sciopero di 24 ore che paralizza totalmente il traffico sulle linee Chieti-Avezzano e Aquila-Isernia, in risposta al pestaggio del macchinista anarchico Antonio Diolaiti ad opera di una squadra fascista di Torre de' Passeri coperta dai carabinieri.
Nel corso del 1920 Perfetto è anche animatore e leader del movimento anarchico regionale. Con Attilio Conti e Camillo Di Sciullo è tra i principali promotori del convegno anarchico regionale del 20 maggio nei locali di via Morrone della Camera del Lavoro di Sulmona, nel corso del quale si delibera la costituzione della Federazione anarchica abruzzese (FAA) aderente all'Unione anarchica italiana (UAI). La cittadina di Sulmona viene designata come sede del segretariato della nuova organizzazione e Perfetto nominato segretario e propagandista dell'organizzazione. Al contempo si formalizza la costituzione del gruppo sulmonese aderente alla FAA I Liberi, di cui Perfetto è leader. Segue le agitazioni antimilitariste promosse a Sulmona dai giovani socialisti. Con Tullio Lazzarini è promotore della mobilitazione di Ortona del 7 giugno contro gli eccidi proletari. Partecipa al II congresso che l'UAI tiene a Bologna dal 1 al 4 luglio. Organizza il II convegno della FAA (Castellamare Adriatico, 15 agosto), nel corso del quale viene riconfermato alla segreteria. Organizzatore della conferenza di propaganda anarchica del 5 settembre nei locali della Camera del Lavoro di Sulmona; tre sono le relazioni che si susseguono: Gli anarchici: chi sono e cosa vogliono e Per le vittime politiche e contro la reazione tenute da Guglielmo Boldrini, Per il Fronte Unico tenuta da Perfetto.

## Contro la ‘controrivoluzione’
Dopo l'arresto di Errico Malatesta, Armando Borghi, Virgilia D'Andrea e compagni, la reazione si estende agli organizzatori più in vista del movimento. Processo e condanna per Perfetto, a causa dell'azione diretta del 14 settembre di boicottaggio alle forze armate e in solidarietà agli operai di Bussi. Nel mese di novembre subisce una perquisizione domiciliare, in occasione della quale la PS sequestra la corrispondenza della FAA. Contribuisce nel 1921 a dar vita a gruppi ardito-popolari di Arditi Ferrovieri, per l'autodifesa proletaria contro padronato e fascismo. Organizzatore ed oratore del comizio di Sulmona per la libertà di Sacco e Vanzetti del 16 ottobre 1921 negli spazi del teatro Vittoria. Convoca, organizza e partecipa attivamente al III convegno che la FAA tiene nei locali della sezione repubblicana di Sulmona il 23 ottobre 1921. Sul finire dell'anno è a Raiano, in occasione dell'inaugurazione della prima Casa del Popolo abruzzese, voluta e realizzata da Umberto Postiglione. Partecipa al III congresso dell'UAI (Ancona, 1-4 novembre). Organizzatore di un'assemblea di ferrovieri di protesta contro il governo, che non applica ancora gli accordi del dopo-sciopero di gennaio e, al contempo, per la ripresa dell'agitazione per libertà di Sacco e Vanzetti. Organizzatore ed oratore di una seconda mobilitazione cittadina pro-Sacco e Vanzetti del 15 gennaio 1922. Promuove la mobilitazione della FAA in solidarietà a Leo Flores, militante degli Arditi del Popolo detenuto ad Avezzano.
Dal mese di aprile è alla dirigenza della sezione dell'Alleanza del Lavoro (AdL) di Sulmona. È tra gli organizzatori degli scioperi del I Maggio e del primo agosto indetti dall'AdL. Partecipa al IV ed ultimo convegno della FAA (Castellamare Adriatico, 7 maggio 1922), nel corso del quale viene riconfermato alla segreteria dell'organizzazione regionale.

## Dittatura e clandestinità
Viene licenziato per aver partecipato allo sciopero ferroviario dell'agosto 1922 indetto dall'AdL. Arrestato a L'Aquila nel 1923 insieme ad altri sovversivi. Rimesso in libertà si trasferisce a Foggia, dove lavora presso una ditta impegnata a realizzare impianti di riscaldamento nelle abitazioni della città. Viene in seguito licenziato per ragioni politiche. Nel 1926 la prefettura ordina una perquisizione presso la sua abitazione, durante la quale vengono sequestrati numerosi opuscoli di propaganda anarchica ed una fotografia di Errico Malatesta autografata. Viene diffidato. Trova lavoro come commesso viaggiatore, elettricista, meccanico e, infine, corriere per la farmacia di tal Nemichella, anarchico. Subisce vari arresti e fermi di PS. Denunciato da una spia dell'OVRA per aver pronunciato nella bottega di un barbiere «è caduta la prima lepre!» in coincidenza con la morte di Italo Balbo (giugno 1940). Internato a Zungoli (AV) nel 1941. Ritenuto organizzatore di un gruppo clandestino antifascista viene trasferito a Mirabella Eclano (AV), dove rimane fino alla liberazione dell'Italia meridionale. Fa ritorno a Foggia, trovando la città bombardata e migliaia di vittime. Raggiunge la famiglia, sfollata a Francavilla a Mare. È tra gli sfollati condotti dai tedeschi prima a Chieti, ‘città aperta’, poi ad Ascoli Piceno. Riesce ad eludere la sorveglianza dei nazifascisti e a fuggire. Torna a Foggia.

## Liberazione
A Liberazione conclusa viene riassunto come capo deposito nella stazione ferroviaria della città pugliese. Ristabilisce velocemente i contatti con le strutture del movimento. Costituisce il gruppo anarchico Michele Angiolillo, con sede in via Corridori. Come delegato della Federazione anarchica pugliese partecipa al convegno che la Federazione anarchica italiana (FAI) tiene nei giorni 17 e 18 marzo 1946 a Firenze. Contribuisce alla costituzione della Federazione dei gruppi anarchici di Capitanata, aderente alla FAI. Nel settembre 1946 redige «Anarchia», numero unico interamente dedicato al convegno tenutosi a Firenze. Con il gruppo Angiolillo e la Federazione anarchica di Capitanata l'attività di Perfetto si polarizza principalmente sul potenziamento del movimento anarchico nel territorio e sulla partecipazione coordinata degli anarchici al processo di riorganizzazione del movimento operaio e alle lotte sindacali. Individualmente, il ferroviere segue anche l'organizzazione della propaganda orale nell'avellinese, e, inserendosi vivacemente nel dibattito in corso sulla stampa di movimento, fornisce il suo contributo nel chiarire i rapporti tra la FAI e l'organizzazione nazionale dei comunisti libertari. Sulle colonne del quindicinale torinese «Era Nuova», inoltre, Perfetto cura e porta avanti non solo una serie di articoli d'analisi e di propaganda ma anche interventi e riflessioni sulle stesse basi filosofiche dell'anarchismo. Nel 1949 la redazione del quindicinale torinese gli affida la cura della rubrica Un po' di storia sull'anarchismo, per la cui realizzazione elabora e compila articoli sulla storia del movimento anarchico in Italia da Bakunin al regicidio di Gaetano Bresci, ricevendo pubblicamente le riconoscenze dai lettori e dalla redazione stessa. In seno all'organizzazione nazionale, quale delegato della FA di Capitanata partecipa attivamente al II congresso che la FAI tiene a Bologna dal 16 al 20 maggio 1947, ai convegni che la FAI tiene il 3 agosto 1947 a Rimini e dal 22 al 24 febbraio 1948 a Canosa di Puglia. Nell'arco di qualche mese le sue condizioni fisiche peggiorano rapidamente. È il 1950. Viene ricoverato presso l'ospedale di Nocera Inferiore. Si pensa ad una tubercolosi ma si tratta di un tumore ai bronchi. Così la redazione di «Era Nuova» gli rende il dovuto omaggio:
«Il 14 novembre è deceduto in Nocera Inferiore il caro e attivo compagno PERFETTO QUIRINO. Tutta la sua vita egli ha dedicato alla propaganda dell'Ideale Anarchico. La sua rettitudine, il suo buon cuore, la sua fede purissima erano da tutti vivamente apprezzati. Quanti lo conobbero, anche se avversari, non poterono fare a meno di stimarlo e di ammirarlo. I compagni perdono uno dei loro migliori e sentiranno vivamente la mancanza di chi li incuorava a lottare senza tregua per l'anarchia».

## Fonti
- E. Puglielli, Il movimento anarchico abruzzese 1907-1957, Textus, L'Aquila, 2010
- E. Puglielli, Dizionario degli anarchici abruzzesi, CSL "C. Di Sciullo", Chieti, 2010
- E. Puglielli, Sindacato e politica nelle ferrovie d'Abruzzo 1894-1924, IRES-Abruzzo, Pescara, 2010
- ACS, CPC, b. 3857, ad nomen
- ASAq Fondo Questura cat. A8, b. 59, f. 24
- ACS, MI, PS, Agr, 1920, b. 24, f. D2-Aquila
- Movimento Anarchico. Sulmona, «Umanità Nova», Quotidiano anarchico, Milano (poi Roma), 4 aprile 1920; Movimento Anarchico. Aquila, Ivi, 10 aprile 1920; Q. Perfetto, Convegno anarchico abruzzese. Sulmona, Ivi, 4 maggio 1920; Q. Perfetto, Echi dello sciopero generale ferroviario. Sulmona, Ivi, 22 maggio 1920; Q. Perfetto, Convegno regionale anarchico abruzzese. Sulmona, Ivi, 26 maggio 1920; Q. Perfetto, L'agitazione dei ferrovieri. Lo sciopero bianco a Sulmona, Ivi, 27 maggio 1920; Secondo Congresso dell'Unione Anarchica Italiana, Ivi, 7 luglio 1920; Sulmona – Federazione Anarchica Abruzzese, Ivi, 22 luglio 1920; Q. Perfetto, Convegno della Federazione Anarchica Abruzzese. Sulmona, Ivi, 11 agosto 1920; Q. Perfetto, Il 2º Convegno degli anarchici d'Abruzzo, Ivi, 24 agosto 1920; Q. Perfetto, L'eccidio! Sulmona, Ivi, 7 settembre 1920; Q. Perfetto, L'eccidio di Alfedena. L'abitudine di sparare!, Ivi, 9 settembre 1920; Q. Perfetto, Sulmona, Ivi, 11 settembre 1920; ARTORIGE, Ferrovieri che compiono il loro dovere. Sulmona, Ivi, 18 settembre 1920; Ivi, 6 ottobre 1920; Q. Perfetto, Sulmona, Ivi, 11 novembre 1920; LIBERO, Sulmona, Ivi, Ibidem; LIBERO, Processo a carico di ferrovieri. Sulmona, Ivi, 2 dicembre 1920; Q. Perfetto, Comunicati, Sulmona, Ivi, 30 gennaio 1921; Q. Perfetto, Congresso Anarchico Abruzzese, Ibidem; G. CELANO, Convegno Anarchico Abruzzese. Bagnoli del Trigno, Ivi, 11 febbraio 1921; Q. Perfetto, Salviamo Sacco e Vanzetti! La ripresa dell'agitazione nazionale. Comizio e commemorazione a Sulmona, Ivi, 5 gennaio 1922; L'Alleanza del Lavoro a Sulmona, Ivi, 12 aprile 1922; LIBERO, Vigliaccheria della P.S. e della Magistratura. Sulmona, Ibidem; Il compagno Flores ha iniziato la sciopero della fame. Sulmona, Ibidem
- Scioperi, «L'Avvenire», Organo di battaglia della Federazione Provinciale Socialista Aquilana, Aquila, 19 gennaio 1920; Ivi, 9 maggio 1920; Agitazione ferroviaria, Ivi, 31 maggio 1920; Condanna reazionaria, Ivi, 23 maggio 1920; Ingerenze illecite, Ivi, 11 luglio 1920; I ferrovieri di Sulmona, Ivi, 1º agosto 1920; Assemblea di ferrovieri, Ivi, 25 settembre 1920; Pubblica Sicurezza e ... manovre elettorali, Ivi, 10 ottobre 1920; Sindacato Ferrovieri Italiani, Sezione di Sulmona, Ivi, 24 ottobre 1920; Lo sciopero per l'amnistia e per la Russia, Ivi, 24 ottobre 1920; Sulmona. La manifestazione del 1º maggio in Provincia, Ivi, 13 maggio 1922
- Tra avventizi ferrovieri, «L'Abruzzo Rosso», Organo del Partito Comunista d'Italia, Aquila, 24 marzo 1922; Da Sulmona. Alleanza del Lavoro, Ivi, 21 aprile 1922; Da Sulmona. Il 1º maggio a Sulmona, Ivi, 9 maggio 1922
- Il primo maggio in Abruzzo. Nostre corrispondenze. Da Sulmona, «La Riscossa d'Abruzzo», Organo della Federazione Repubblicana Abruzzese-Molisana, Castellamare Adriatico, 6 maggio 1922; Attraverso l'Abruzzo. Da Sulmona, Ivi, 13 maggio 1922; Attraverso l'Abruzzo. Da Sulmona, Ivi, 12 agosto 1922
- Q. Perfetto, Foggia, «L'Adunata dei Refrattari», A weekly Publication, New York, 13 aprile 1946
- Q. Perfetto, Repubblica italiana, «Umanità Nova», Settimanale anarchico, Roma, 29 giugno 1946; Q. Perfetto, Riflessioni su una commemorazione, Ivi, 11 agosto 1946; Q. Perfetto, Questa è la repubblica democratica, Ivi, 20 agosto 1946
- Q. Perfetto, Il diritto alla rivoluzione, «Era Nuova», Quindicinale anarchico (F.A.I.) (dal 1949: Quindicinale anarchico. Periodico della Federazione Anarchica Piemontese (F.A.I.), Torino, 1º dicembre 1946; Ivi, 1º marzo 1947; Q. Perfetto, L'azione individuale, Ivi, 1º dicembre 1947; Q. Perfetto, Ad una simpatizzante, Ivi, 1º maggio 1948; Q. Perfetto, La maschera e il volto, Ivi, 15 maggio 1948; Da Foggia. Fervido consenso, Ibidem; Q. Perfetto, Borghesia e capitalismo, Ivi, 1º giugno 1948; Q. Perfetto, Da Foggia. Dichiarazione, Ivi, 15 giugno 1948; Q. PERFETTO, Rivoluzione sociale, Ivi, 1º ottobre 1948; Q. PERFETTO, I precursori – Michele Bakunin, Ivi, 1º giugno 1949; Q. Perfetto, L'Alleanza di Bakunin – Il Congresso di Saint-Imier, Ivi, 15 giugno 1949; Q. Perfetto, Dalla morte di Bakunin a Gaetano Bresci, Ivi, 1º luglio 1949; FED. DI CAPITANATA – Q. PERFETTO, Foggia. Per le sorelle di Michele Angiolillo, Ivi, 1º giugno 1950; FOGGIA. Perfetto Quirino, Ivi, 1º dicembre 1950
- Aninmi Compagni, 1914-1945 Un trentennio di attività anarchica, Samizdat, Pescara, 2002, p. 72
- U. Fedeli, G. Sacchetti, Congressi e convegni della Federazione Anarchica Italiana. Atti e documenti 1944-1995, CSL Camillo Di Sciullo, Chieti, 2003, pp.: 45-51, 58-64, 68-74, 79-86, 89-97, 106-111
- L. Bettini, Bibliografia dell'anarchismo. Vol. I, tomo 1. Periodici e numeri unici anarchici in lingua italiana pubblicati in Italia (1872-1971), Crescita Politica, Firenze, 1972, p. 367